# Tyler Morton
Tyler Scott Morton (Wallasey, 31 oktober 2002) is een Engels voetballer die onder contract ligt bij Liverpool FC.

## Carrière
Morton sloot zich op zevenjarige leeftijd aan bij de jeugdopleiding van Liverpool FC, dat hem al vroeg wegplukte bij Greenleas JFC. Ook stadsgenoot Everton FC was geïnteresseerd in hem. Eind januari 2021 ondertekende hij een verbeterd contract tot medio 2025 bij Liverpool. Op 24 mei 2021 verloor hij met de U18 van Liverpool de finale van de FA Youth Cup tegen Aston Villa.
Op 21 september 2021 maakte hij zijn officiële debuut in het eerste elftal van Liverpool: in de League Cup-wedstrijd tegen Norwich City (0-3-winst) mocht hij tijdens de rust invallen voor Naby Keïta. In de volgende ronde, tegen Preston North End (0-2-winst), liet trainer Jürgen Klopp hem een hele wedstrijd spelen. Op 20 november 2021 maakte Morton zijn Premier League-debuut: in de 4-0-zege tegen Arsenal FC liet Jürgen Klopp hem in de 84e minuut invallen voor Thiago Alcántara. Vier dagen later maakte hij ook zijn Europese debuut: op de vijfde speeldag van de groepsfase van de Champions League kreeg hij een basisplaats tegen FC Porto (2-0-winst). Morton mocht een hele wedstrijd meespelen bij het reeds geplaatste Liverpool. Ook op de slotspeeldag speelde hij de hele wedstrijd mee, ditmaal tegen AC Milan (1-2-zege). Morton droeg zo bij aan de 18 op 18 van Liverpool in de groepsfase, een unicum voor een Engelse ploeg in de Champions League-groepsfases.

## Clubstatistieken
| Seizoen         | Club            | Land              | Competitie      | Competitie | Competitie | Beker | Beker | Supercup | Supercup | Europees | Europees | Totaal | Totaal |
| Seizoen         | Club            | Land              | Competitie      | Wed.       | Dlp.       | Wed.  | Dlp.  | Wed.     | Dlp.     | Wed.     | Dlp.     | Wed.   | Dlp.   |
| --------------- | --------------- | ----------------- | --------------- | ---------- | ---------- | ----- | ----- | -------- | -------- | -------- | -------- | ------ | ------ |
| 2021/22         | Liverpool FC    | Vlag van Engeland | Premier League  | 1          | 0          | 2     | 0     | —        | —        | 2        | 0        | 5      | 0      |
| Carrière totaal | Carrière totaal | Carrière totaal   | Carrière totaal | 1          | 0          | 2     | 0     | 0        | 0        | 2        | 0        | 5      | 0      |

Bijgewerkt op 9 december 2021.
1 Alisson ·
2 Gomez ·
3 Endo ·
4 Van Dijk  ·
5 Konaté ·
7 Díaz ·
8 Szoboszlai ·
9 Núñez ·
10 Mac Allister ·
11 Salah ·
14 Chiesa ·
17 Jones ·
18 Gakpo ·
19 Elliott ·
20 Jota ·
21 Tsimikas ·
26 Robertson ·
38 Gravenberch ·
43 Bajcetic ·
47 Phillips ·
56 Jaroš ·
62 Kelleher ·
66 Alexander-Arnold ·
78 Quansah ·
80 Morton ·
84 Bradley ·
95 Davies ·
Coach: Slot
· Assistent-coach: Heitinga
· Assistent-coach: Hulshoff
· Keeperstrainer: Taffarel